# Dirk Medved
Dirk Medved, född 15 september 1968, är en belgisk före detta professionell fotbollsspelare som spelade främst högerback för fotbollsklubbarna Waterschei, Genk, Gent, Club Brugge KV och Standard Liège mellan 1985 och 1999. Han vann ett ligamästerskap, två belgiska cuper och en belgisk supercup, samtliga med Club Brugge. Medved spelade också 26 landslagsmatcher för det belgiska fotbollslandslaget mellan 1991 och 1997.